# روس براون
روس براون (بالإنجليزية: Ross Brown)‏ هو مجدف أسترالي، ولد في 17 أكتوبر 1981 في Bentley, Western Australia ‏ في أستراليا.

## وصلات خارجية
- روس براون على موقع الاتحاد الدولي للتجديف (الإنجليزية)